# Latte materno

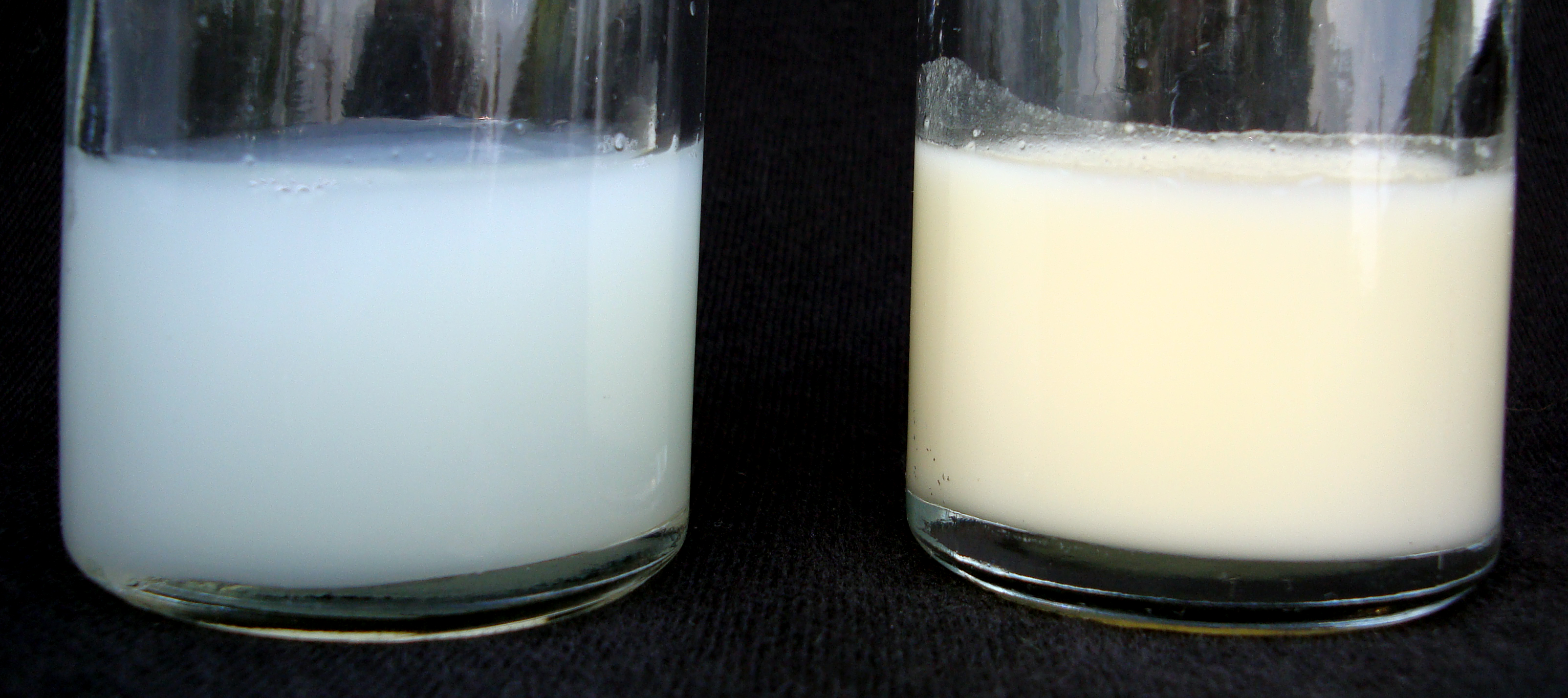
Due campioni di latte umano materno, successivi e della stessa donna, per illustrare ciò che il latte materno sembra, e come il latte materno umano può variare. Il campione di sinistra è primo latte, proveniente da una mammella piena. Ha un maggiore contenuto d'acqua e un minore contenuto di grassi per soddisfare la sete. Il campione di destra è secondo latte, proveniente da una mammella quasi vuota, ha un contenuto d'acqua inferiore e un più alto contenuto di grassi per soddisfare la fame.

Il latte materno è un tessuto liquido prodotto dalla madre attraverso la propria mammella durante l'allattamento. Il latte materno soddisfa tutte le necessità alimentari ed auxologiche e costituisce l'alimento principale e fondamentale per il neonato ed il bambino prima che questo diventi in grado di alimentarsi con altri cibi. Tuttavia il latte materno non può essere considerato semplicemente un alimento per la presenza in esso di cellule staminali, cellule immunitarie, ormoni, fattori di crescita, micronutrienti ed altri elementi fondamentali per lo sviluppo del neonato.
L'allattamento al seno è la forma più comune con cui il latte materno viene assunto dal neonato, sebbene sia possibile aspirare il latte e nutrire il neonato non direttamente.

## Fasi dell'allattamento
Il primo fluido prodotto subito dopo il parto prende il nome di colostro e si differenzia dalle altre fasi per volume, aspetto e composizione. Esso infatti, prodotto in piccole quantità nei primi giorni post-parto, è ricco in componenti immunologiche, come IgA, lactoferrina e leucociti, ma contiene anche fattori di crescita come il fattore di crescita dell'epidermide (EGF, in inglese epidermal growth factor). Il colostro, inoltre, contiene basse concentrazioni di lattosio. A 5 giorni dal parto, il colostro viene lentamente sostituito dal latte di transizione (transitional milk, in inglese) nel quale diminuiscono i sali minerali e le proteine, ma allo stesso tempo aumentano grassi e zuccheri, così da permettere la crescita e lo sviluppo del neonato. Infine, dalla seconda settimana dopo il parto, si parla di latte maturo. In questa fase, il latte acquista una composizione che rimarrà invariata durante tutto il periodo dell'allattamento, utile al fabbisogno di crescita del neonato.

## Composizione del latte materno nella specie umana
| Grassi                           |        |
| totale (g/100 ml)                | 4,2    |
| Acidi grassi a 8 atomi di C (% ) | tracce |
| Acidi grassi polinsaturi (%)     | 14     |
| Proteine (g/100 ml)              |        |
| totale                           | 1,1    |
| caseina 0,4                      | 0,3    |
| a-lattalbumina                   | 0,3    |
| lattoferrina                     | 0,2    |
| IgA                              | 0,1    |
| IgG                              | 0,001  |
| lisozima                         | 0,05   |
| albumina serica                  | 0,05   |
| β-lattoglobulina                 | -      |
| Carboidrati (g/100 ml)           |        |
| lattosio                         | 7      |
| oligosaccaridi                   | 0,5    |
| Minerali (mg/100 ml)             |        |
| calcio                           | 30     |
| fosforo                          | 14     |
| sodio                            | 15     |
| potassio                         | 55     |
| cloro                            | 43     |
| ferro                            | 0,5    |

La composizione del latte materno si modifica con il passare dei giorni fino a raggiungere le peculiarità biochimiche definitive, caratterizzate dalla presenza di:
- proteine: nonostante siano presenti in basso contenuto, vi è comunque un rapporto ottimale tra caseina e sieroproteine. Queste ultime comprendono molecole antinfettive, quali IgA, lattoferrina e lisozima in grado di proteggere l’intestino neonatale da cibi maggiormente allergizzanti (latte e derivati, uova e pesce);
- lipidi: il latte materno è ricco di acidi grassi insaturi e di acidi grassi essenziali, in particolare l'acido linoleico che non può essere prodotto dall’organismo stesso. Essi non solo lo rendono facilmente digeribile ma svolgono anche importanti funzioni tra cui: la nutrizione delle strutture cerebrali, il trofismo cutaneo e la maturazione del sistema immunitario. Inoltre, la ricca presenza di colesterolo attiverebbe dei meccanismi metabolici di difesa già in epoca neonatale;
- glucidi: l’elevata quantità di lattosio, favorendo lo sviluppo della flora batterica intestinale del neonato, impedisce la crescita di enterobatteri patogeni e di germi anaerobi. Inoltre, l’adeguata quantità di galattosio risulta favorevole allo sviluppo del Sistema Nervoso Centrale (SNC). Infine, l’assenza di saccarosio riduce il rischio di obesità;
- oligosaccaridi: HMO Human Milk Oligosaccharides. A differenza delle altre specie, il latte umano presenta una varietà eccezionale di oligosaccaridi più di duecento. Dopo lattosio e lipidi sono il terzo componente.
- sali minerali: il ridotto carico osmolare del latte materno presenta dei vantaggi per il rene del neonato, ancora immaturo dal punto di vista funzionale, e permette di ridurre il rischio di disidratazione iperosmolare. La scarsità di Cloruro di sodio (NaCl) previene l’ipertensione arteriosa che potrebbe insorgere nelle età successive e l’elevato rapporto tra calcio e fosforo (Ca/P) permette di assorbire in modo ottimale il calcio;
- oligoelementi: il latte umano contiene il ferro, facilmente assorbibile;
- vitamine: a seconda del tipo di alimentazione materna, la quantità di vitamine presenti nel latte umano muta soddisfando, generalmente, i fabbisogni del neonato.

Il latte materno rappresenta, quindi, l’alimento ideale per i primi 5-6 mesi di vita del neonato, poiché, oltre ad essere un’esperienza gratificante, lo protegge da infezioni e problemi respiratori, dall’obesità, dalle malattie ormonali, dai disturbi del neuro-sviluppo e difficoltà cognitive e relazionali. Inoltre, esso riduce il rischio della "morte in culla", la cosiddetta SIDS (Sudden Infant Death Syndrome).
La produzione del latte materno e la pratica dell’allattamento al seno non costituisce un beneficio solo per il bambino: la mamma, nel soddisfare uno dei bisogni primari del suo bambino, prova una sensazione di benessere. Inoltre, è stato dimostrato come questa pratica protegge la donna da vari rischi tra cui il sanguinamento post partum, varie forme di tumore al seno e alle ovaie e l’osteoporosi.

## Modalità di uso e di consumo
L'Organizzazione Mondiale della Sanità raccomanda l'allattamento al seno esclusivo per i primi sei mesi di vita di un bambino, con un'introduzione graduale dei cibi solidi intorno a quest’età quando il bambino ne è apparentemente pronto. L'allattamento al seno aggiuntivo è consigliabile fino a due anni di età minimo fino a quando lo desiderano la madre ed il bambino.
Alcuni neonati, svegli e sani, sono capaci di attaccarsi al seno della madre entro un'ora dalla nascita, ma a livello globale, 3/5 bambini non vengono allattati entro la prima ora dalla nascita. Il latte materno può anche essere estratto dal seno della madre usando un tiralatte ed essere dato al bambino con un biberon, una tazza e/o un cucchiaio, un sistema di allattamento integrativo o un sondino nasogastrico. Per i neonati prematuri che non possono attaccarsi al seno immediatamente, l'utilizzo delle tazze per l'allattamento con il latte precedentemente tirato e con altri integratori comporta un grado e una durata maggiori dell'allattamento al seno rispetto all'alimentazione tramite un biberon o un sondino. A circa un mese di età, i bambini hanno bisogno da 90 a 120 ml di latte per una poppata. Per le donne che non producono abbastanza latte, potrebbe essere efficace il latte umano donato pastorizzato. Se il latte umano donato pastorizzato non è disponibile, viene offerta come alternativa la farina lattea. Il latte umano non pastorizzato prodotto da una donna che non è la madre del bambino ma anche la condivisione informale del latte materno sono legati al rischio di trasmissione dei batteri e virus dalla madre donatrice al bambino e non sono considerati un'alternativa sicura.